# Cremastus orestes
Cremastus orestes är en stekelart som beskrevs av Dasch 1979. Cremastus orestes ingår i släktet Cremastus och familjen brokparasitsteklar. Inga underarter finns listade i Catalogue of Life.